# Przystanek dżungla
Przystanek dżungla (ang. Jungle Junction) – brytyjski serial animowany nadawany na świecie przez stację Playhouse Disney, wyprodukowany przez Spider Eye Productions. W Polsce serial miał swoją premierę 12 kwietnia 2010 w bloku Playhouse Disney na kanale Disney Channel.

## Fabuła
Zabawne przygody wyposażonych w kółka zwierząt - czyli pół-zwierząt, pół-pojazdów - które z zawrotną prędkością przedzierają się przez dżunglę. Wśród mieszkańców dżungli znajdują się m.in.: Skuterka, Słoniochód oraz Kuleczki. Każdy z odcinków serialu opowiada historię jednego z głównych bohaterów, który ma do rozwiązania jakiś ważny problem.

## Postacie

### Mieszkańcy Przystanku dżungla
- Skuterka − połączenie świnki ze skuterem, który pełni rolę gońca z wiadomościami.
- Słoniochód (Stasio) − połączenie słonia z vanem, który dostarcza rozmaite przesyłki w przystanku dżungla.
- Bango – połączenie królika z quadem, który ustawia znaki w przystanku dżungla.
- Krabuś – połączenie kraba z quadem. Razem z Clarą sprzedaje koktajle w przystanku dżungla.
- Krokcio – połączenie krokodyla z quadem. Jest strażakiem. Na hełmie ma syrenę.
- Żabol – połączenie żaby z quadem. Jest bardzo zrzędliwy.
- Clara – połączenia misia koala z quadem. Razem z Krabusiem sprzedaje koktajle w przystanku dżungla
- Pan Władza – połączenie papugi z trójkołowcem, który pilnuje porządku w przystanku dżungla.
- Spycho – połączenie byka z buldożerem. Przestawia ciężkie przedmioty np. drzewo czy kamienie.
- Nosolans – połączenie nosorożca i karetki. Jest doktorem w przystanku dżungla.
- Hipobuska – połączenie hipopotama i autobusu. Podwozi kuleczki do różnych miejsc.
- Kuleczki − zabawne dzieciaki, zawsze chętne do nauki.
- Pani śmieszka – połączenie zebry z quadem. Jest nauczycielką w przystanku dżungla.

## Wersja polska
Wersja polska: SDI Media Polska
Reżyseria: Joanna Węgrzynowska-Cybińska
Dialogi polskie:
- Grzegorz Drojewski,
- Marta Robaczewska (odc. 15-18)

Dźwięk: Ilona Czech-Kłoczewska
Montaż:
- Ilona Czech-Kłoczewska,
- Magdalena Waliszewska (odc. 25, 32-35)

Wystąpili:
- Agnieszka Fajlhauer – Skuterka
- Jarosław Domin – Bango
- Tomasz Steciuk – Krabuś
- Zbigniew Suszyński – Pan Władza
- Krzysztof Szczerbiński – Nosolans
- Paweł Szczesny – Spycho
- Karol Wróblewski – Staś
- Katarzyna Łaska
- Agnieszka Kunikowska
- Joanna Węgrzynowska-Cybińska – Carla
- Agnieszka Burcan
- Katarzyna Kozak – pani Śmieszka
- Paweł Podgórski – Krokcio
- Monika Węgiel – Hipobuska
- Piotr Bąk – Żabol
- Jakub Szydłowski – Ścichapenk
- Wojciech Paszkowski

i inni
Piosenkę tytułową wykonali: Juliusz Kuźnik, Anna Sochacka, Wojciech Paszkowski i Karol Wróblewski
Kierownictwo muzyczne: Juliusz Kamil Kuźnik
Lektor: Agnieszka Fajlhauer

## Odcinki
Premiery w Polsce:
- I seria (odcinki 1-20) – 22 lipca 2011,
- II seria (odcinki 21-46) – 22 lipca 2011

### Spis odcinków
| Premiera odcinka | N/o | Polski tytuł                    | Angielski tytuł                 |
| ---------------- | --- | ------------------------------- | ------------------------------- |
|                  |     |                                 |                                 |
| SERIA PIERWSZA   |     |                                 |                                 |
|                  |     |                                 |                                 |
| 22.07.2011       | 01  | Bungo przybywa na ratunek       | Bungo To The Rescue             |
| 22.07.2011       | 01  | Różowy piknik                   | Pinky Picnic                    |
|                  |     |                                 |                                 |
| 14.04.2010       | 02  | Wielki wyścig                   | The Big Race Around             |
| 14.04.2010       | 02  | Skuterka traci parę             | Zooter Loses Her Zip            |
|                  |     |                                 |                                 |
| 20.06.2010       | 03  | Kichaniu mówimy nie             | Nothing To Sneeze At            |
| 20.06.2010       | 03  | Bohaterski strażak              | Firestation Hero                |
|                  |     |                                 |                                 |
| 12.04.2010       | 04  | Skarb przystanku dżungla        | The Treasure Of Jungle Junction |
| 12.04.2010       | 04  | Ktoś się zmniejsza              | Shrinky                         |
|                  |     |                                 |                                 |
| 16.04.2010       | 05  | Pan Władza rozwiązuje tajemnicę | A Mystery For Bobby             |
| 16.04.2010       | 05  | Pierwsze oznaki problemu        | Signs Of Trouble                |
|                  |     |                                 |                                 |
| 19.04.2010       | 06  | Uśmiechnij się Żabolu           | Smile Toadhog!                  |
| 19.04.2010       | 06  | Niespodzianka dla Skuterki      | Zooter's Surprise               |
|                  |     |                                 |                                 |
| 20.04.2010       | 07  | To wcale tak nie śmierdzi       | A Beautiful Stink               |
| 20.04.2010       | 07  | Kolczasty kolega                | Prickly Pal                     |
|                  |     |                                 |                                 |
| 18.07.2010       | 08  | Lepka pułapka                   | Sap Trap                        |
| 18.07.2010       | 08  | Wyścig po rzece                 | River Race                      |
|                  |     |                                 |                                 |
| 19.07.2010       | 09  | Utknąłem                        | Stuck!                          |
| 19.07.2010       | 09  | Kokosy                          | Coco-nuts!                      |
|                  |     |                                 |                                 |
| 20.07.2010       | 10  | Deszczowa pogoda                | Rainy Daze                      |
| 20.07.2010       | 10  | Słoniochód królem               | King Ellyvan                    |
|                  |     |                                 |                                 |
| 21.07.2010       | 11  | Utalentowany żongler            | The Star Juggler                |
| 21.07.2010       | 11  | Pudło Bungo                     | Bungo's Box                     |
|                  |     |                                 |                                 |
| 22.07.2010       | 12  | Bungo Wspaniały                 | Bungo The Magnificent           |
| 22.07.2010       | 12  | Cośki                           | Thingums                        |
|                  |     |                                 |                                 |
| 25.07.2010       | 13  | Akcja ratunkowa                 | A Bubbly Emergency              |
| 25.07.2010       | 13  | Zabawny owoc                    | Funny Fruit                     |
|                  |     |                                 |                                 |
| 26.07.2010       | 14  | Gdzie są moje okulary?          | The Missing Glasses             |
| 26.07.2010       | 14  | Stokrotka Spycha                | Dozer's Daisy                   |
|                  |     |                                 |                                 |
| 27.07.2010       | 15  | Gdzie to zniknęło?              | Follow That...Thing!            |
| 27.07.2010       | 15  | Nawiedzona droga                | The Spooky Road                 |
|                  |     |                                 |                                 |
| 28.07.2010       | 16  | Błoto dla świnki                | Muddy Zooter                    |
| 28.07.2010       | 16  | Spadająca gwiazda               | Stargazing                      |
|                  |     |                                 |                                 |
| 17.09.2010       | 17  | Spychu szuka zajęcia            | Dozer Digs                      |
| 17.09.2010       | 17  | Gwizdek Krabusia                | Taxicrab's Whistle              |
|                  |     |                                 |                                 |
| 18.09.2010       | 18  | Skacząca piłka                  | Wheeler Ball                    |
| 18.09.2010       | 18  | Ogródkowa zagadka               | The Great Garden Caper          |
|                  |     |                                 |                                 |
| 25.12.2010       | 19  | Święta w dżungli                | The Night Before Zipsmas        |
| 25.12.2010       | 19  | Prezent dla Skuterki            | A Gift For Zooter               |
|                  |     |                                 |                                 |
| 19.09.2010       | 20  | W czkawce drzemie moc           | Hiccup Power                    |
| 19.09.2010       | 20  | Polowanie na muszki             | Fifi Frenzy                     |
|                  |     |                                 |                                 |